# Lotte Lehmann (nadadora)
Emma Charlotte Lehmann –conocida como Lotte Lehmann– fue una deportista alemana que compitió en natación, especialista en el estilo libre. Ganó dos medallas de bronce en el Campeonato Europeo de Natación de 1927.

## Palmarés internacional
| Campeonato Europeo | Campeonato Europeo | Campeonato Europeo | Campeonato Europeo |
| Año                | Lugar              | Medalla            | Prueba             |
| ------------------ | ------------------ | ------------------ | ------------------ |
| 1927               | Bolonia (Italia)   | Medalla de bronce  | 100 m libre        |
| 1927               | Bolonia (Italia)   | Medalla de bronce  | 4 × 100 m libre    |